# Шевченко Микола Васильович
Микола Васильович Шевченко (5 травня 1918, село Шевченкове, тепер Котелевського району Полтавської області — 10 березня 1996) — український радянський партійний діяч, 1-й секретар Миргородського райкому КПУ Полтавської області, секретар Полтавського обкому КПУ. Герой Соціалістичної Праці (31.12.1965). Член ЦК КПУ в 1966—1971 р.

## Біографія
Народився в багатодітній селянській родині. Батько працював сільським столяром, мати рано померла. З десятирічного віку пас худобу, потім працював у колгоспі. Закінчив однорічні курси бухгалтерів у місті Зінькові на Полтавщині.
З 1938 року — у Червоній армії. Учасник окупаційного походу Червоної армії в Західну Україну у вересні 1939 року та радянсько-фінської війни 1939—1940 років. Учасник німецько-радянської війни з червня 1941. У червні—липні 1941 року служив на Північно-Західному фронту. З березня 1942 року по квітень 1943 року — авіаційний механік 35-го ближнього бомбардувального авіаційного полку Волховського фронту. У лютому 1944 — травні 1945 року — авіаційний механік 35-го бомбардувального авіаційного полку 219-ї бомбардувальної авіаційної дивізії 1-го Українського фронту.
Член ВКП(б) з 1942 року.
З 15 червня 1946 року по 1 лютого 1948 року працював відповідальним секретарем редакції Котелевської районної газети «За сталінський урожай» Полтавської області.
Потім перебував на відповідальній партійній роботі у Полтавській області, працював завідувачем сільськогосподарського відділу районного комітету КП(б)У.
У 1958 році закінчив Вищу партійну школу при ЦК КПУ в Києві.
У 1958—1960 роках — голова виконавчого комітету Миргородської районної ради депутатів трудящих Полтавської області.
У 1960—1962 роках — 1-й секретар Миргородського районного комітету КПУ Полтавської області. У 1962 році — начальник Миргородського виробничого управління Полтавської області.
У січні 1963 — січні 1965 року — секретар партійного комітету Миргородського виробничого управління Полтавської області. У січні 1965 — серпні 1970 року — 1-й секретар Миргородського районного комітету КПУ Полтавської області.
6 серпня 1970 — січень 1978 року — секретар Полтавського обласного комітету КПУ з питань сільського господарства.
Потім — на пенсії.

## Звання
- старший сержант
- старшина технічної служби

## Нагороди
- Герой Соціалістичної Праці (31.12.1965)
- орден Леніна (31.12.1965)
- ордени
- орден Вітчизняної війни 2-го ст. (6.04.1985)
- орден Червоної Зірки (9.05.1945)
- медаль «За бойові заслуги» (3.11.1942)
- медаль «За оборону Ленінграда» (22.12.1942)
- медалі